# Rifugio del Trient
Il rifugio del Trient (in francese Cabane du Trient) è un rifugio situato nel comune di Trient (Canton Vallese), nella valle del Trient, nelle Alpi del Monte Bianco, a 3.170 m s.l.m.

## Storia
Il rifugio è stato costruito nel 1933 ed inaugurato l'anno dopo.

## Caratteristiche e informazioni
È collocato in posizione dominante sul ghiacciaio del Trient. Il rifugio è aperto nel periodo primaverile, da metà marzo a metà maggio, e poi nel periodo estivo, da metà giugno a settembre.
Si trova lungo l'Haute Route, percorso alpinistico che collega Chamonix con Zermatt.

## Accessi
L'accesso avviene normalmente dal comune di Orsières. Si può salire la prima parte con la seggiovia della Breya (2.100 m).

## Ascensioni
Il rifugio è punto di partenza per salire su diverse vette situate nella parte nord delle Alpi del Monte Bianco (gruppo Chardonnet-Tour):
- Aiguille d'Argentière - 3.902 m
- Aiguilles Dorées - 3.519 m
- Aiguille du Tour - 3.542 m
- Aiguille Purscheller - 3.475 m
- Punta d'Orny - 3.271 m

## Traversate
- Rifugio d'Argentière - 2.771 m
- Rifugio Alberto Primo - 2.702 m
- Cabane de Saleina - 2.693 m